# Cotinga amabilis
Cotinga amabilis là một loài chim trong họ Cotingidae.